# Chickahominy
Les Chickahominy sont une tribu d'Amérindiens de l'État de Virginie, reconnue au niveau fédéral, qui vit principalement dans le comté de Charles City, situé le long de la James River à mi-chemin entre Richmond et Williamsburg. Cette zone de la Tidewater n'est pas loin de l'endroit où ils vivaient en 1600, avant l'arrivée des colons d'Angleterre. Ils ont été officiellement reconnus par l'État en 1983 et par le gouvernement fédéral en janvier 2018.
Les Chickahominy de l'Est se sont séparés de la tribu principale en 1983 et ont été reconnus comme une tribu distincte par l'État cette année-là et par le gouvernement fédéral en janvier 2018. Ils sont basés dans le comté de New Kent, à environ 40 kilomètres à l'est de Richmond. Aucune des deux tribus n'a de réserve indienne, ayant été déplacées de leurs terres par la colonisation au XVIIe siècle, mais elles ont acheté des terres qu'elles consacrent à des fins communes.
Les deux tribus font partie des 11 qui se sont organisées et ont été officiellement reconnues par la Virginie depuis 1983. Le statut fédéral a été accordé aux tribus Chickahominy et Eastern Chickahominy par l'adoption de la loi fédérale de reconnaissance des tribus indiennes Thomasina E. Jordan de Virginie de 2017 le 30 janvier 2018.

## Histoire

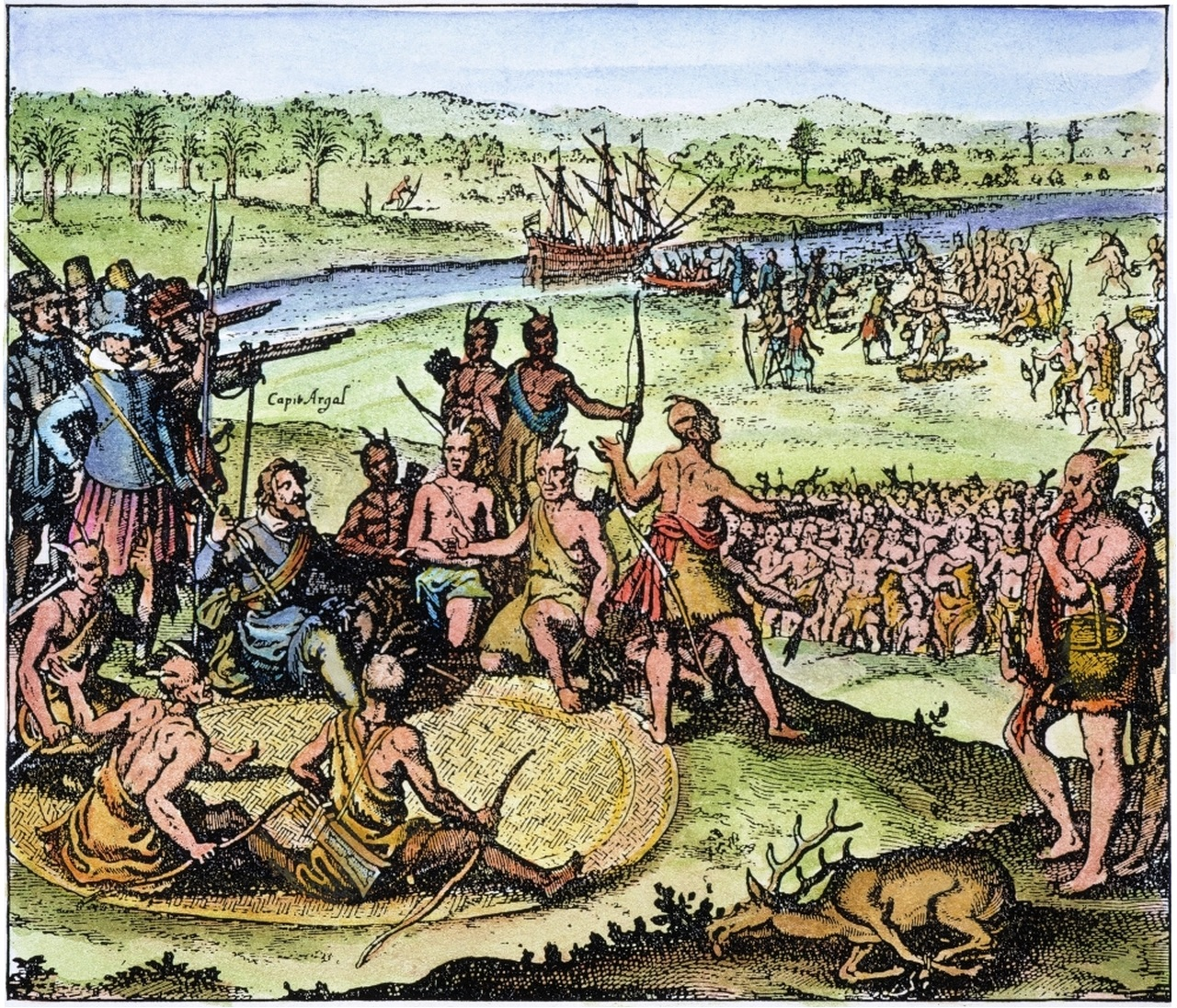
Représentation anglaise de la négociation du traité de 1614.

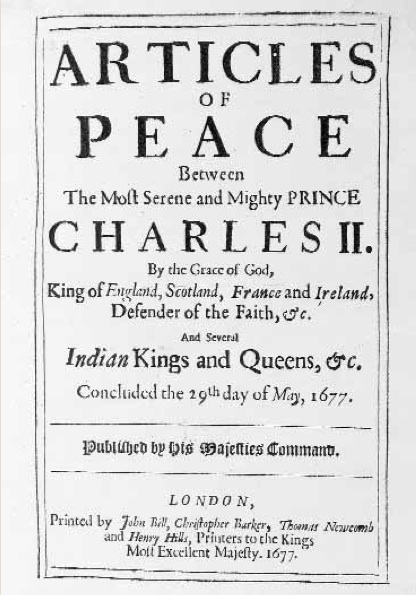
Traité de Middle Plantation (1677).

Les Chickahominy (« peuple de la semoule de maïs ») étaient une des nombreuses tribus indépendantes de langue algonquienne qui occupaient depuis longtemps la région de Tidewater. Ils étaient dirigés par des mungai (« grands hommes »), qui faisaient partie d'un conseil d'anciens et de chefs religieux. Le territoire d'origine des Chickahominy se composait des terres le long de la rivière Chickahominy (nommée d'après eux par les Anglais), de l'embouchure de la rivière à sa confluence avec la James River, près de Jamestown dans l'actuel comté de Charles City, jusqu'à ce qui est maintenant connu comme New Kent County, Virginie.
Ils rencontrèrent des colons de la première colonie anglaise permanente fondée à Jamestown en 1607. La tribu a aidé les Anglais à survivre pendant les premiers hivers en échangeant de la nourriture contre des produits anglais, car les colons étaient mal préparés pour l'agriculture et le développement de leur site frontalier. Les Chickahominy ont enseigné aux Anglais comment cultiver et conserver les cultures dans les conditions locales. En 1614, la tribu a signé un traité avec les colons : il fallait que la tribu fournisse 300 guerriers pour combattre les Espagnols, qui avaient une colonie établie en Floride et sur la côte est.
Au fil du temps, les Anglais ont commencé à étendre leurs colonies et ont évincé les Chickahominy de leur territoire. Ces peuples étaient auparavant entrés en conflit sur l'utilisation des terres, car les Chickahominy entendaient se déplacer librement pour chasser, et les Anglais voulaient conserver certaines propriétés comme privées. Après les guerres anglo-powhatan de 1644-1646, la tribu a été forcée de céder la plupart de ses terres pour obtenir un traité de paix. La tribu s'est réinstallée sur des terres de réserve instaurées par le traité dans la région de Pamunkey Neck, aux côtés d'une autre tribu algonquienne de Virginie, les Pamunkey, entre les rivières Mattaponi et Pamunkey. Ils y sont restés jusqu'en 1661, date à laquelle ils se sont de nouveau déplacés vers les sources du Mattaponi, mais leurs réserves ont continué d'être empiétées par la colonie anglaise en expansion. En 1677, les Chickahominy faisaient partie des tribus signant un traité de paix avec le roi d'Angleterre.
Les gens ont perdu la propriété de la dernière partie de leur réserve en 1718, mais ont continué à vivre dans la région pendant un certain temps. Ceux qui n'ont pas fusionné avec les Pamunkey et d'autres tribus ont lentement migré vers le comté de New Kent et le comté de Charles City, plus près de leur patrie d'origine. Au XXe siècle, les descendants de ces individus se sont organisés pour former respectivement les tribus actuelles des Chickahominy de l'Est et des Chickahominy. Les migrations ont eu lieu avant la fin du XVIIIe siècle, et peu d'archives subsistent dans ce « district incendié », bouleversé par de grandes guerres, permettant d'établir précisément leurs dates de migration.
Bien qu'indépendants, les Chickahominy étaient parfois alliés au XVIIe siècle avec le chef Powhatan et sa chefferie suprême, une confédération d'une trentaine de tribus de langue algonquienne. Les archives trouvées dans les Archives nationales (TNA) à Kew, dans l'ouest de Londres, indiquent que la tribu Chickahominy a peut-être servi dans un rôle de « police », utilisé par les Powhatan pour apaiser les rivalités et mettre fin aux luttes intestines entre les autres tribus de la confédération. En retour, ils bénéficiaient de certains avantages, tels que le commerce avec les tribus de la confédération. Dans le cadre de l'alliance entre la confédération Powhatan et les Chickahominy, il semble qu'ils devaient agir comme une "force guerrière" tampon entre les tribus de la confédération et d'autres tribus moins amicales ou hostiles en cas d'attaque, donnant ainsi aux forces de Powhatan le temps de se mobiliser. Certaines sources du XXe siècle disent que les Chickahominy ont rejoint la Confédération Powhatan en 1616. D'autres soutiennent qu'ils ne sont devenus tributaires de la chefferie suprême qu'en 1677, lorsque Cockacoeske a signé le Traité de Middle Plantation, qui la reconnaissait comme chef des Chickahominy et de plusieurs autres tribus.

### Époque contemporaine

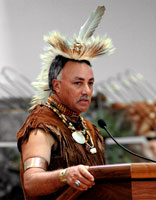
Wayne Adkins, membre de la tribu Chickahominy, représente la tribu au Royaume-Uni.

Au début du XXIe siècle, la tribu Chickahominy se compose d'environ 840 personnes qui vivent dans un rayon de 8 km les unes des autres et du centre tribal, dans une zone connue sous le nom de Chickahominy Ridge. Plusieurs centaines d'autres vivent dans d'autres parties des États-Unis, dont la Californie, la Floride, New York, l'Oklahoma, la Caroline du Sud, la Virginie-Occidentale et la Pennsylvanie. Les terres tribales actuelles (environ 44 hectares) se situent sur le territoire traditionnel de la tribu, l'actuel comté de Charles City. Le centre tribal qui s'y trouve est le lieu d'un pow-wow annuel et d'un festival d'automne.
Les Chickahominy sont dirigés par un conseil tribal de 12 hommes et femmes, dont un chef et deux sous-chefs. Ces postes sont élus par les membres de la tribu. Le chef actuel est Stephen Adkins. Il a été directeur des ressources humaines pour le Commonwealth de Virginie dans l'administration du gouverneur Tim Kaine. Wayne Adkins est chef adjoint, avec Reggie Stewart.
La plupart des membres de la tribu Chickahominy sont chrétiens ; beaucoup fréquentent l'église baptiste de Samarie, anciennement appelée église indienne de Samarie, dans le comté de Charles City. L'église a été construite sur des terrains tribaux et servait autrefois d'école pour les enfants de la tribu.

## Chickahominy de l'Est
Les habitants de la division orientale de la tribu Chickahominy ont partagé une histoire commune avec les Chickahominy jusqu'à la fin du 20e siècle, lorsqu'ils ont décidé d'organiser leur propre gouvernement tribal. Comme leur communauté était basée dans le comté de New Kent, certains trouvaient qu'il était toujours peu pratique de se rendre dans le comté de Charles City pour des réunions tribales. D'autres disent que la scission s'est produite en raison de désaccords sur la pratique religieuse et l'utilisation des terres. Les liens familiaux ont maintenu les deux tribus entrelacées.
Aujourd'hui, les Chickahominy de l'Est comptent environ 132 membres et possèdent environ 17 hectares de terrain. Les membres de la tribu ont servi dans l'armée américaine depuis la Première Guerre mondiale. La tribu sert les besoins de sa communauté en tant qu'organisation non imposable, grâce aux membres qui paient des cotisations.

## Reconnaissance
Les Chickahominy ont été reconnus le 11 janvier 2018. Les sénateurs américains Tim Kaine et Mark Warner ont obtenu l'adoption du Thomasina E. Jordan Indian Tribes of Virginia Federal Recognition Act de 2017. Une fois signée par le président Donald Trump, la législation a accordé la reconnaissance fédérale aux six tribus de Virginie suivantes : les Chickahominy, les Chickahominy de l'Est, les Upper Mattaponi, les Rappahannock, les Monacan et les Nansemond. Depuis les années 1990, les tribus cherchaient à obtenir une reconnaissance fédérale par le biais d'une loi du Congrès.
Le sénateur Tom Coburn a contesté ce projet, estimant que les demandes de reconnaissance tribale doivent être traitées par le Bureau des affaires indiennes (BIA). Le processus de reconnaissance est rendu complexe parce que les tribus de Virginie ont perdu la continuité de leurs archives en raison d'actions discriminatoires du gouvernement de l'État qui ont détruit leurs archives d'identité indienne, en vertu des changements résultant du Racial Integrity Act de 1924 et des ordres de Walter Plecker, le registraire d'État du Bureau of Vital Statistics à l'époque.
Les Pamunkey et les Mattaponi, également reconnus par l'État, ont été reconnus dans des processus distincts, par le biais de la BIA. Selon eux, leur résidence continue et le contrôle de leurs réserves démontraient leur continuité historique en tant que tribus.